# Instalación eléctrica

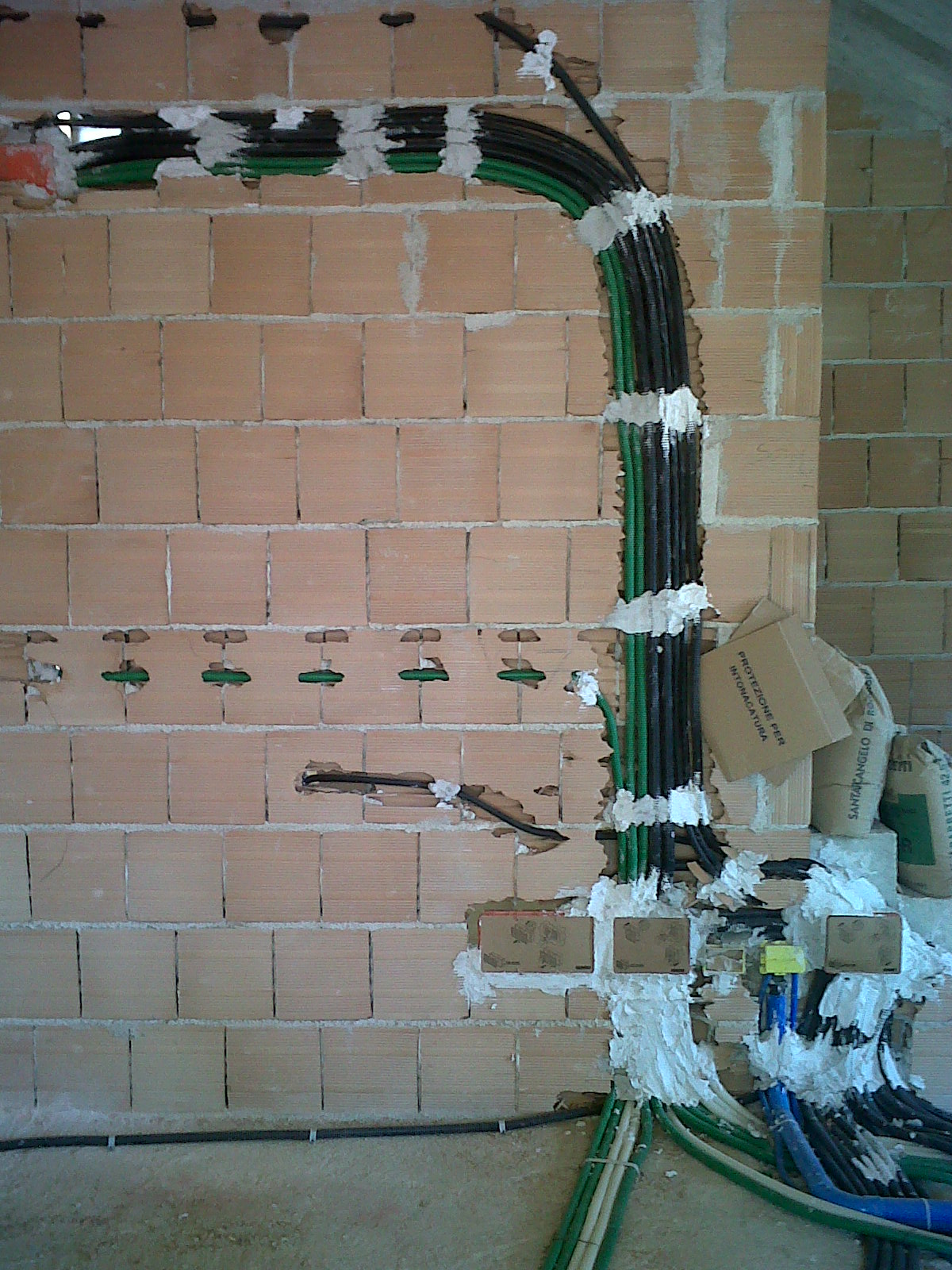
Montaje en una vivienda en la que se observan las rozas en donde se han instalado las canalizaciones para el cableado.

Una instalación eléctrica es el conjunto de circuitos eléctricos que tiene como objetivo dotar de energía eléctrica a edificios, instalaciones, lugares públicos, infraestructuras, etc. Incluye los equipos necesarios para asegurar su correcto funcionamiento y la conexión con los aparatos eléctricos correspondientes.
Por otro lado, de modo más amplio, se puede definir una instalación eléctrica como el conjunto de sistemas de generación, transmisión, distribución y recepción de la energía eléctrica para su utilización.
Los diversos centrales productoras de energía (en ciertos países sudamericanos se denominaban con el galicismo "usinas") se ubican en posiciones geográficas diversas (dependiendo de la energía primaria que acaba convirtiéndose en electricidad), lo que hace necesaria una Red Primaria de Transmisión para alcanzar los centros de consumo. Para el transporte de energía se utiliza la Alta Tensión, que genera muchas menos pérdidas de energía. Desde la central generadora, las líneas subterráneas y aéreas llegan a estaciones transformadoras en donde la tensión se reduce de nuevo, hasta la llamada media tensión de 13,2 kV, es decir, 13.200 voltios entre fases. Desde allí la energía se distribuye a cámaras transformadoras, en donde se reduce otra vez la tensión, de 3 x 13,2 kV a 3 x 380/220 voltios. Desde las cámaras transformadoras salen las redes de Baja Tensión o Red de Distribución, en cables subterráneos o en líneas aéreas, las cuales llegan a cada usuario.

## Tipos

### Según su tensión

#### Instalaciones de alta y media tensión
Son aquellas instalaciones en las que la diferencia de potencial entre dos conductores es superior a 1000 voltios (1 kV).
Generalmente son instalaciones de gran potencia en las que es necesario disminuir las pérdidas por efecto Joule (calentamiento de los conductores). En ocasiones se emplean instalaciones de alta tensión con bajas potencias para aprovechar los efectos del campo eléctrico, como por ejemplo en los carteles de neón.

#### Instalaciones de baja tensión
Son el caso más general de instalación eléctrica. En estas, la diferencia de potencial máxima entre dos conductores es inferior a 1000 voltios (1 kV), pero superior a 24 voltios.

#### Instalaciones de muy baja tensión
Son aquellas instalaciones en las que la diferencia de potencial máxima entre dos conductores es inferior a 24 voltios.
Se emplean en el caso de bajas potencias o necesidad de gran seguridad de utilización. Además la muy baja tensión es mala para el uso de artefactos muy grandes en cuanto a potencia, por lo cual se quema el circuito si es de muy baja tensión.
- para la baja tensión se puede utilizar, estabilizador o elevador de tensión para mantener la tensión a 220...240 voltios.
- para la protección de artefactos eléctricos se puede utilizar estabilizadores de tensión en cada aparato.

### Uso

#### Instalaciones generadoras
Las instalaciones generadoras son aquellas que generan una fuerza electromotriz, y por tanto, energía eléctrica, a partir de otras formas de energía.
La energía eléctrica, en corriente alterna, debe recorrer largos caminos hasta llegar a los centros de consumo, sean estos plantas industriales o bien ciudades, y para ello se utilizan las líneas de transmisión de alta tensión y extra alta tensión. En la  República Argentina esta red es trifásica y de 500.000 voltios entre fases, o sea de 500 kV.

#### Instalaciones de transporte
Las instalaciones de transporte son las líneas eléctricas que conectan el resto de instalaciones. 
Pueden ser aéreas, con los conductores instalados sobre apoyos, o subterráneas, con los conductores instalados en zanjas y galerías.

#### Instalaciones transformadoras
Las instalaciones transformadoras son aquellas que reciben energía eléctrica y modifican sus parámetros,  transformándola en energía eléctrica con características diferentes. 
Un claro ejemplo son las subestaciones eléctricas de transmisión y las subestaciones eléctricas de distribución, centros de transformación en los que se amplía y reduce la tensión, respectivamente,  para su manejo y empleo conveniente con tensiones de transporte (132 a 400 kV) a tensiones más seguras para su utilización, que pueden ser desde 34 kV hasta 6 kV.

#### Instalaciones receptoras
Las instalaciones receptoras son el caso más común de instalación eléctrica, y son las que encontramos en la mayoría de las viviendas e industrias.
Su función principal es la transformación de la energía eléctrica en otros tipos de energía. Son las instalaciones antagónicas a las instalaciones generadoras.

## Enlace
La instalación eléctrica del edificio está compuesta de los siguientes elementos: 
- Línea de acometida.
- Caja general de protección.
- Línea repartidora.
- Centralización de contadores. En dicha unidad es donde se realiza la conversión de trifásica a monofásica. El suministro a los hogares se reparte entre las tres fases: cada hogar se conecta a una de las fases, de forma que las cargas de cada una de ellas queden lo más igualadas (equilibradas) posible.
- Derivaciones individuales.
- Interruptor de control de potencia.
- Cuadro general de mando y protección (CGMP). El suministro monofásico a la vivienda llega desde la Derivación Individual hacia el CGMP, inicio de la instalación eléctrica interior de la vivienda. Del CGMP parten los circuitos independientes que configuran la instalación interior (alumbrado, tomas de corriente genéricas, tomas de cocina y horno, tomas de lavadora y lavavajillas, y tomas de los cuartos de baño). Se sitúa en la entrada de la vivienda, y aloja todos los dispositivos de seguridad y protección de la instalación interior de la vivienda: 
  - Interruptor de Control de Potencia (ICP), si no se ha instalado anteriormente .
  - Interruptor General (IG), que es un interruptor magnetotérmico.
  - Interruptor Diferencial (ID).
  - Pequeños Interruptores Automáticos (PIAs), que también son magnetotérmicos .
- Toma de tierra del edificio.

## Interiores
La instalación interior de la vivienda comprende los distintos circuitos independientes del hogar, que parten 
de los PIAs del Cuadro General de Mando y Protección.

## Partes funcionales de las instalaciones receptoras

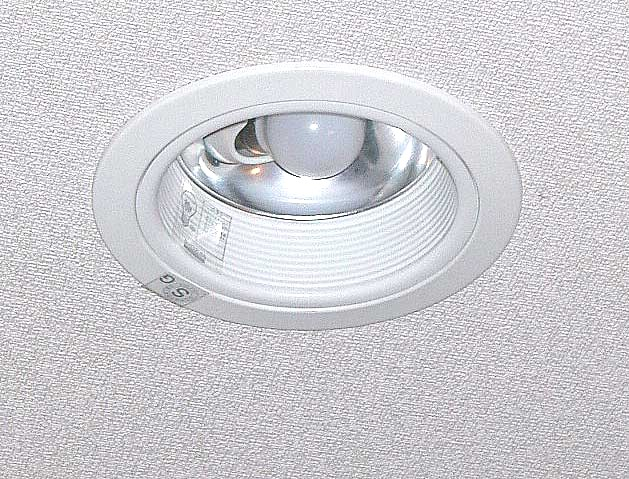
Lámpara empotrada en el techo

Las instalaciones eléctricas receptoras, cualquiera que sea su tipo, disponen de cinco partes bien diferenciadas, y con características relacionadas.

### Alimentación
Es la parte de la instalación que recibe energía del exterior. Generalmente esta energía es eléctrica, pero en el caso de las centrales eléctricas, puede ser energía térmica, mecánica, química, solar, eólica u otras.

### Protecciones
Las protecciones son los dispositivos o sistemas encargados de garantizar la seguridad de las personas y los bienes en el contexto de la instalación eléctrica.

#### Destinadas a la seguridad de las instalaciones
- Fusibles
- Interruptor magnetotérmico
- Protector de sobretensión

#### Destinadas a la seguridad de las personas
- Interruptor diferencial
- Puesta a tierra

### Conductores
Son los encargados de dirigir la corriente a todos los componentes de la instalación eléctrica. Sin ellos, la instalación como tal, no podría existir.
Los hilos y los cables se diferencian por su construcción. Un hilo consiste en un solo alambre que suele ser de cobre o, a veces, de aluminio. Un cable está constituido por varios hilos. La ventaja del segundo sobre el primero es que es capaz de conducir más cantidad de corriente para la misma sección; su desventaja es que es más caro (la corriente no emplea toda la sección del mismo modo: emplea principalmente la superficie del conductor, de modo que el cable, para la misma sección, tiene más superficie). Para empotrar, se emplean normalmente solo hilos, salvo en algunos usos de pequeñas corrientes.

### Mando y maniobra
Los elementos de mando y maniobra permiten actuar sobre el flujo de la energía, conectando, desconectando y regulando las cargas eléctricas. Los más comunes son los interruptores, los conmutadores y los relés.

### Puntos de consumo
Son los receptores finales de la energía, encargados de transformarla en otro tipo de energía, mecánica, luminosa, térmica, ...

## Elementos de seguridad

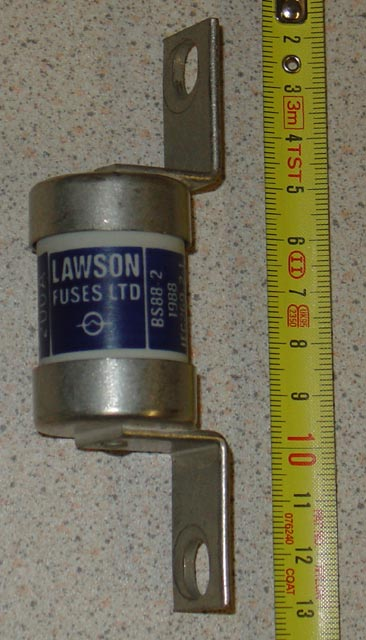
Fusible industrial de 200 amperios.

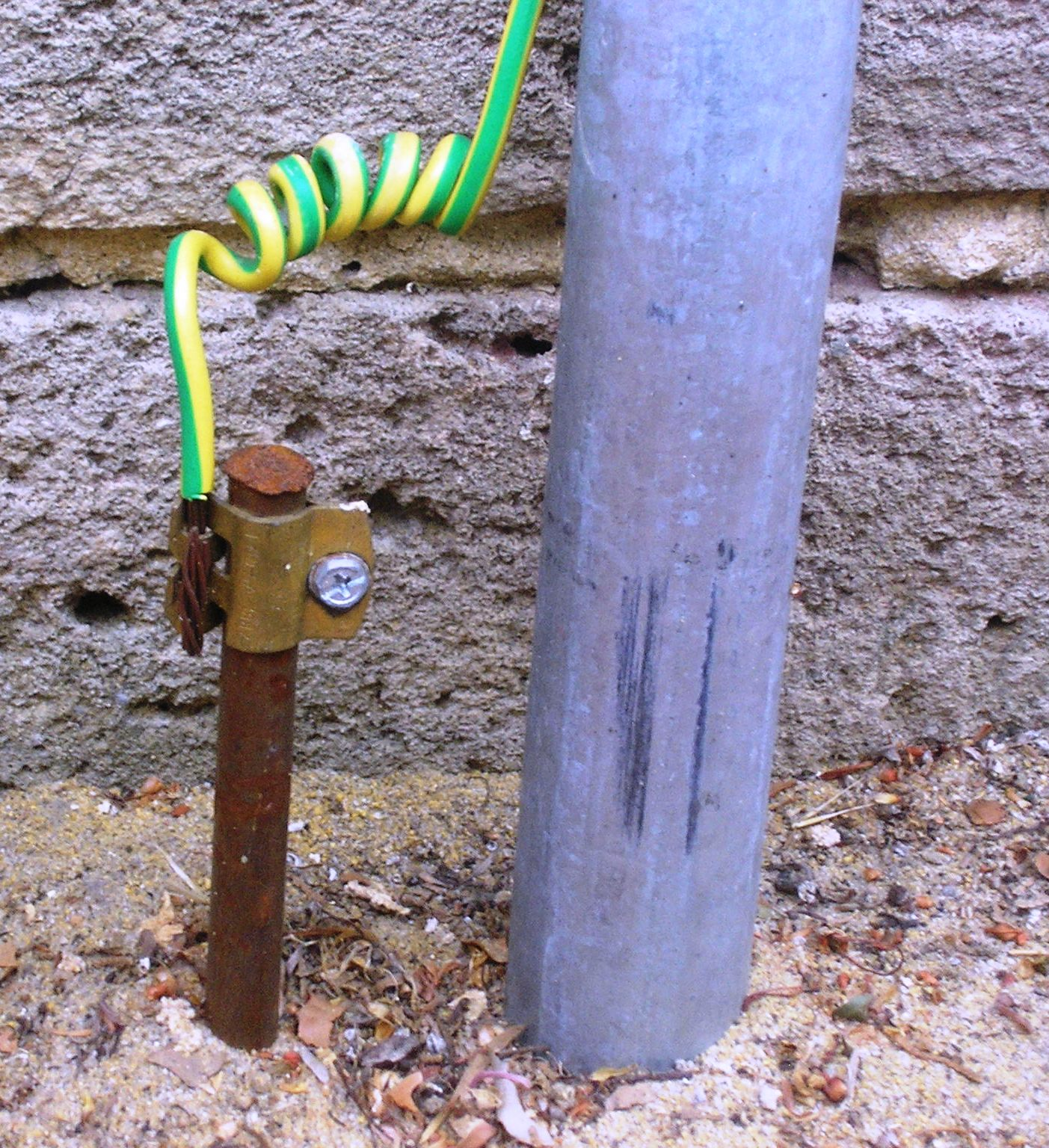
Instalación domiciliaria de toma a tierra mediante una pica de cobre.

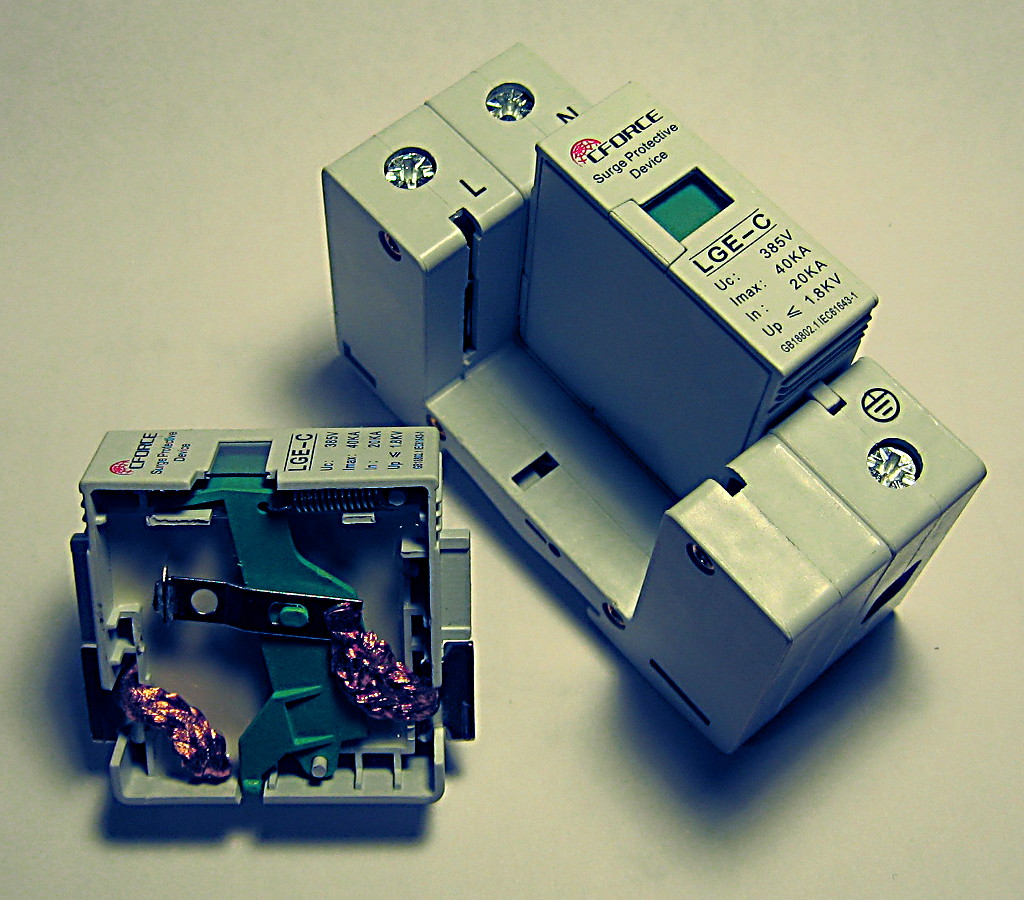
Protector de sobretensiones transitorias.

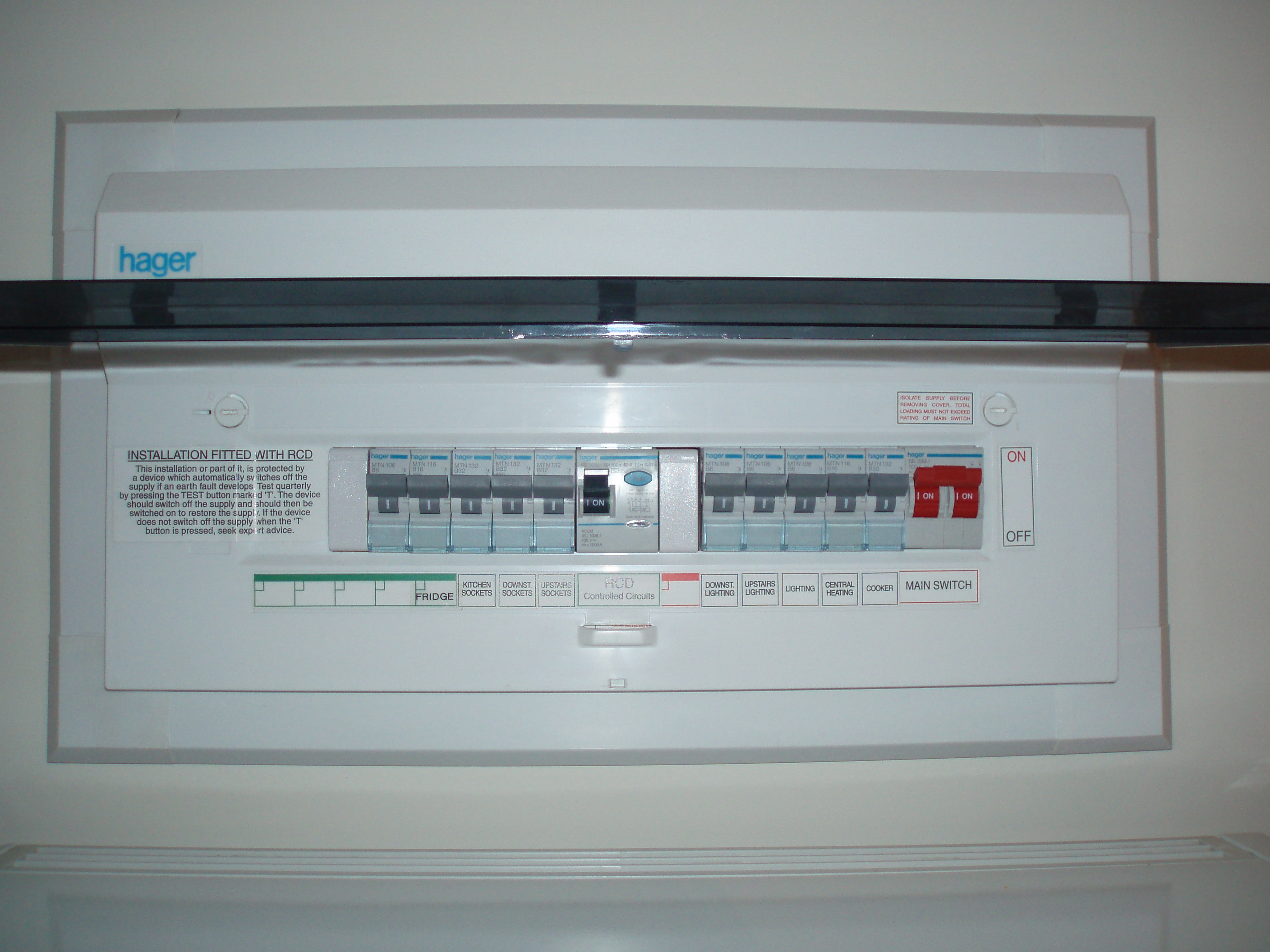
Cuadro eléctrico en una vivienda, compuesto por un interruptor general, un interruptor diferencial e interruptores magnetotérmicos.

Las instalaciones eléctricas disponen de varios elementos de seguridad para disminuir el riesgo de accidentes, como los causados por cortocircuitos, sobrecargas o contacto de personas o animales con elementos en tensión.
Un cortocircuito ocurre cuando falla un aparato o línea eléctrica por el que circula corriente, y esta pasa directamente:
- del conductor activo o fase al neutro o tierra.
- entre dos fases en el caso de sistemas polifásicos en corriente alterna.
- entre polos opuestos en el caso de corriente continua.

El cortocircuito se produce normalmente por fallos en el aislante de los conductores, cuando estos quedan sumergidos en un medio conductor como el agua o por contacto accidental entre conductores aéreos por fuertes vientos o rotura de los apoyos. Debido a que un cortocircuito puede causar daños importantes en las instalaciones eléctricas e incendios en edificios, las instalaciones están normalmente dotadas de fusibles, interruptores magnetotérmicos o diferenciales y tomas de tierra, a fin de proteger a las personas y las cosas.
- Fusible: es un dispositivo, constituido por un filamento o lámina de un metal o aleación de bajo punto de fusión, que se intercala en un punto determinado de una instalación eléctrica para que se funda, por efecto Joule, cuando la intensidad de corriente supere, por un cortocircuito o por un exceso de carga, un determinado valor que pudiera hacer peligrar la integridad de los conductores de la instalación con el consiguiente riesgo de incendio o destrucción de otros elementos.[2] Básicamente, su funcionamiento consiste en introducir un punto débil en el circuito, consiguiendo que falle antes que cualquier otro componente del mismo.

- Interruptor magnetotérmico: también denominado disyuntor termomagnético, es un dispositivo utilizado para la protección de los circuitos eléctricos, contra cortocircuitos y sobrecargas, en sustitución de los fusibles. Tienen la ventaja frente a los fusibles de que no hay que reponerlos. Cuando desconectan el circuito debido a una sobrecarga o un cortocircuito, se rearman de nuevo y siguen funcionando. Su funcionamiento se basa en dos de los efectos producidos por la circulación de corriente eléctrica en un circuito: el magnético y el térmico (efecto Joule). El dispositivo consta, por tanto, de dos partes, un electroimán y una lámina bimetálica, conectadas en serie y por las que circula la corriente que va hacia la carga.[3]

- Interruptor diferencial: también llamado disyuntor por corriente diferencial o residual, es un dispositivo electromecánico que se coloca en las instalaciones eléctricas con el fin de proteger a las personas de las derivaciones causadas por faltas de aislamiento entre los conductores activos y tierra o masa de los aparatos. En esencia, el interruptor diferencial consta de dos bobinas, colocadas en serie con los conductores de alimentación de corriente y que producen campos magnéticos opuestos y un núcleo o armadura que mediante un dispositivo mecánico adecuado puede accionar unos contactos. El interruptor corta la corriente eléctrica cuando existe una derivación de corriente a tierra, es decir, que por el conductor de entrada pasa una intensidad de corriente diferente de la que pasa por el de salida (diferencia que se mide normalmente en miliamperios, mA), intensidad que si pasa por un cuerpo humano puede tener consecuencias fatales.[4]

- Protector de sobretensión: también llamado protector eléctrico (o supresor de tensión), es un dispositivo diseñado para proteger dispositivos eléctricos de picos de tensión (que pueden ser transitorios o permanentes), ya que gestionan o administran la energía eléctrica de un dispositivo electrónico conectado a este. Un protector de sobretensión intenta regular el voltaje que se aplica a un dispositivo eléctrico bloqueando o enviando a tierra voltajes superiores a un umbral seguro. Según la norma IEC 61643-111, los protectores de sobretensión deben ser capaces de soportar ondas de gran energía del tipo 10/350 μs, y se recomienda su uso en acometidas de baja tensión, en el cuadro del tablero general aguas debajo del totalizador general.[5]

- Toma de tierra: también denominado hilo de tierra o simplemente tierra, se emplea en las instalaciones eléctricas para evitar el paso de corriente al usuario por un fallo del aislamiento de los conductores activos. La toma a tierra es un camino de poca resistencia a cualquier corriente de fuga para que cierre el circuito "a tierra" en lugar de pasar a través del usuario. Consiste en una pieza metálica enterrada en una mezcla especial de sales y conectada a la instalación eléctrica a través de un cable. En todas las instalaciones interiores según el reglamento, el cable de tierra se identifica por ser su aislante de color verde y amarillo.[6]

## Legislación internacional

### México

#### Código de Red
En México, el código de red implica las condiciones mínimas que tiene que cumplir cualquiera de los participantes del mercado. Para el caso de los usuarios, los criterios contenidos en el Código de Red se basan en la siguiente premisa: La conexión de los centros de carga no debe afectar negativamente los niveles de eficiencia, calidad, confiabilidad, continuidad y sustentabilidad del SEN.
Los requerimientos del Código de Red se hicieron obligatorios a partir del día siguiente a aquel de su publicación en el DOF, es decir, a partir del 9 de abril de 2016. Sin menoscabo de lo anterior, de manera particular, el mismo Código de Red prevé que los requerimientos técnicos que deben de cumplir los Centros de Carga podrán ser exigibles por la CRE a partir del 9 de abril de 2019.

### Argentina

#### Legislación nacional
En la República Argentina, los esfuerzos por consolidar la seguridad de las personas se evidencian en su legislación nacional. El Decreto 351/79, reglamentario de la Ley N.° 19587 de Higiene y Seguridad en el Trabajo en el Anexo VI establece la obligatoriedad de cumplir con la Reglamentación para la Ejecución de Instalaciones de la Asociación Electrotécnica Argentina. Además el Decreto 911/1996, reglamentario de la Ley N.° 19587 de Higiene y Seguridad en el Trabajo, aplicable a la industria de la Construcción, en su sección Instalaciones Eléctricas establece que "Toda instalación deberá proyectarse como instalación permanente, siguiendo las disposiciones de la Asociación Electrotécnica Argentina".
En relación con los materiales que se empleen en una instalación eléctrica, los mismos deberán estar indefectiblemente homologados por la Secretaria de Comercio del gobierno argentino, cuya DNRT o Dirección Nacional de Reglamentos Técnicos emite Resoluciones periódicamente con las condiciones que deben cumplir los fabricantes, importadores y comercializadores de productos eléctricos. Actualmente está vigente la Resolución 169/2018, que reglamenta esas coondiciones.[cita requerida]
Las provincias y sus municipios han asimilado las reglamentaciones de la Asociación Electrotécnica Argentina y en casos puntuales se sumaron a los esfuerzos colectivos reglamentando su cumplimiento con el apoyo de los Colegios/Consejos Profesionales.[cita requerida]

### España
En España, se han certificar las instalaciones eléctricas por orden del Real Decreto 842/2002 que pertenece al Reglamento electrotécnico de baja tensión. Esta legislación establece la obligación de mantener en buenas condiciones las instalaciones que corresponden a la propiedad del espacio. El reglamento se ajusta a las regulaciones de la Unión Europea e incluye exigencias relativas a los materiales, fabricación, e inspecciones periódicas llevadas a cabo por los Organismos de Control.

## Proyecto eléctrico

### Ejercicio profesional
En la República Argentina, los Colegios/Consejos Profesionales han elaborado procedimientos que aseguran un mínimo de calidad y seguridad en los proyectos para inmuebles e industrias, de esta forma asumen la responsabilidad de capacitar a sus matriculados y al público en general velando por la calidad y seguridad de los servicios que se prestan.